# James S. Parker

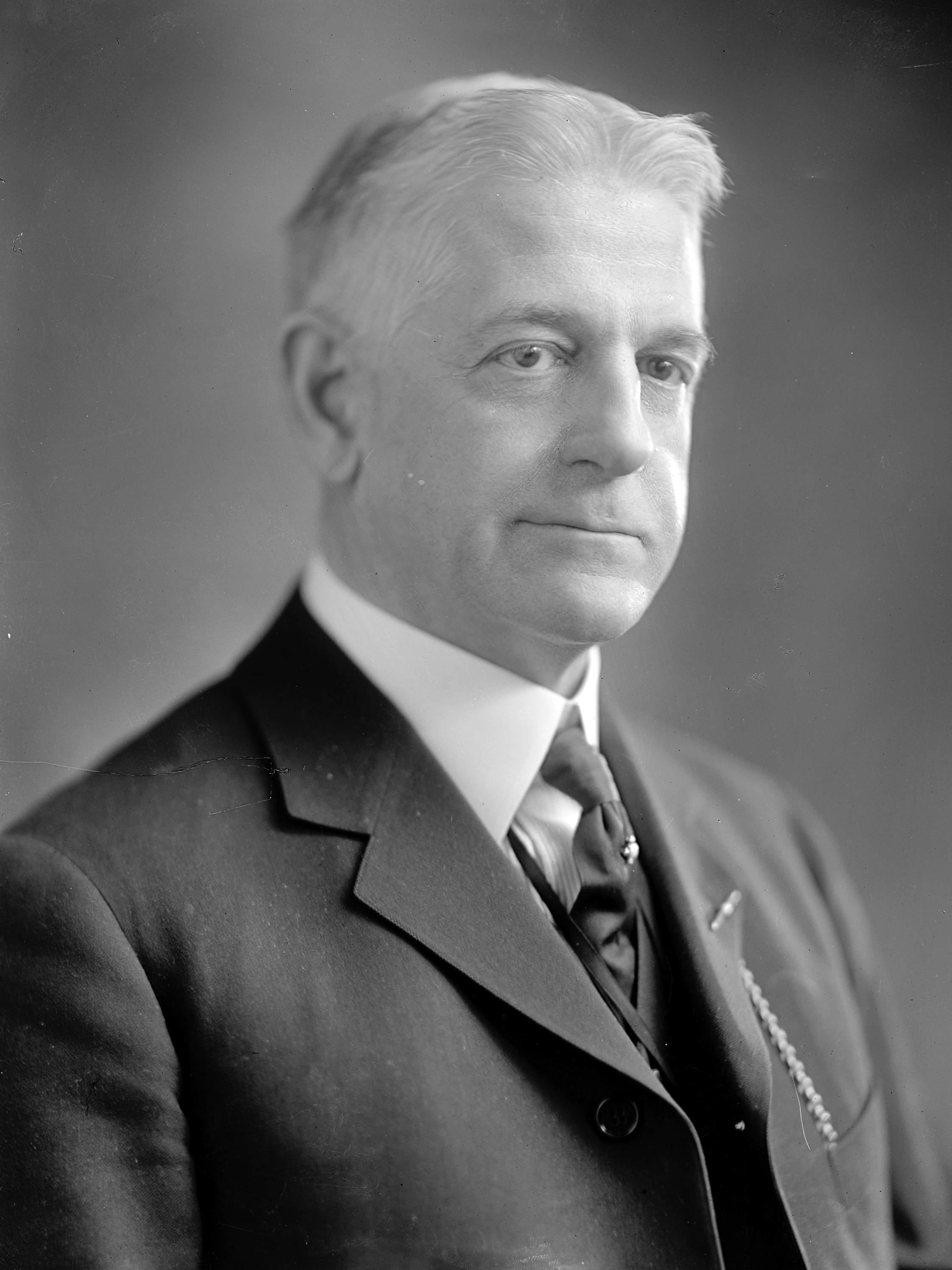
James S. Parker

James Southworth Parker (* 3. Juni 1867 in Great Barrington, Berkshire County, Massachusetts; † 19. Dezember 1933 in Washington, D.C.) war ein US-amerikanischer Politiker. Zwischen 1913 und 1933 vertrat er den Bundesstaat New York im US-Repräsentantenhaus.

## Leben
James Parker besuchte die öffentlichen Schulen seiner Heimat. Im Jahr 1887 absolvierte er die Cornell University in Ithaca. Anschließend unterrichtete er an verschiedenen Schulen als Lehrer. Seit 1888 lebte er in Salem (New York), wo er zunächst ebenfalls als Lehrer tätig war. Danach arbeitete er in der Landwirtschaft. Außerdem züchtete er Rennpferde. Gleichzeitig schlug er als Mitglied der Republikanischen Partei eine politische Laufbahn ein In den Jahren 1904 und 1905 sowie zwischen 1908 und 1912 gehörte er der New York State Assembly an.
Bei den Kongresswahlen des Jahres 1912 wurde Parker im 29. Wahlbezirk von New York in das US-Repräsentantenhaus in Washington, D.C. gewählt, wo er am 4. März 1913 die Nachfolge von Michael E. Driscoll antrat. Nach zehn Wiederwahlen konnte er bis zu seinem Tod im Kongress verbleiben. Von 1925 bis 1931 war er Vorsitzender des Committee on Interstate and Foreign Commerce. In Parkers Zeit als Kongressabgeordneter fielen unter anderem der Erste Weltkrieg und der Beginn der Weltwirtschaftskrise. Zwischen 1913 und 1920 wurden der 16., der 17., der 18. und der 19. Verfassungszusatz ratifiziert.
James Parker starb am 19. Dezember 1933 in Washington D.C. und wurde in seiner Heimatstadt Salem beigesetzt.